# Súr (chef magyar)
Súr († 955) est un chef militaire magyar. 

## Biographie
Il pourrait être le fils de Fausz, duc de Hongrie (948-955), fils de Jutocsa (hu), lui-même quatrième fils du Grand-prince Árpád.
Chef d'une tribu de Transdanubie occidentale et plus tard à la tête de la région de Sopron, il est le probable ancêtre du clan Osl.
Il est capturé et pendu à Ratisbonne le 15 août 955 à la suite de la cuisante défaite de la bataille du Lechfeld dont il était l'un des trois commandants.

## Sources
- György Györffy : A magyar törzsnevek és törzsi helynevek. Honfoglalás és nyelvészet. Balassi Kiadó Budapest 1997.  (ISBN 963 506 108 0)
- Csorba Csaba : Árpád népe, Tudomány – Egyetem, Kulturtrade Kiadó. Budapest, 1997.  (ISBN 963 9069 20 5)